# ديبي بريل
ديبي بريل هي منافسة ألعاب القوى كندية، ولدت في 10 مارس 1953 في ميشن في كندا.

## وصلات خارجية
- ديبي بريل على موقع الاتحاد الدولي لألعاب القوى (الإنجليزية)
- ديبي بريل على موقع الاتحاد الكندي لألعاب القوى (الإنجليزية)
- ديبي بريل على موقع اللجنة الأولمبية الدولية (الإنجليزية)
- ديبي بريل على موقع أوليمبيديا (الإنجليزية)
- ديبي بريل على موقع اللجنة الأولمبية الكندية (الإنجليزية)
- ديبي بريل على موقع اتحاد ألعاب الكومنولث (مؤرشف) (الإنجليزية)
- ديبي بريل على موقع قاعة كولومبيا البريطانية للمشاهير الرياضية (الإنجليزية)